# Guillons
Guillons és una masia del municipi de Torà (Solsonès) inclosa a l'Inventari del Patrimoni Arquitectònic de Catalunya.

## Situació
La masia es troba al nucli disseminat de Vallferosa, al nord-oest del municipi de Torà. S'aixeca a la carena del vessant dret de la rasa de Padollers, molt a prop de la masia de Socarrats. S'hi arriba per la carretera LV-3005a (de Torà a Solsona). Al punt quilomètric 5,9 (41° 50′ 52″ N, 1° 25′ 28″ E / 41.847666°N,1.424419°E) s'agafa el desviament a l'esquerra (N) molt ben senyalitzat. A l'immediat trencall (55 metres) es deixa la pista de la dreta que mena a Comabella i per la de l'esquerra es puja a Socarrats en 1 km. Enfront, al nord, es veu la masia de Guillons on s'arriba als 1,5 km.

## Descripció
Edifici de tres plantes i quatre façanes.

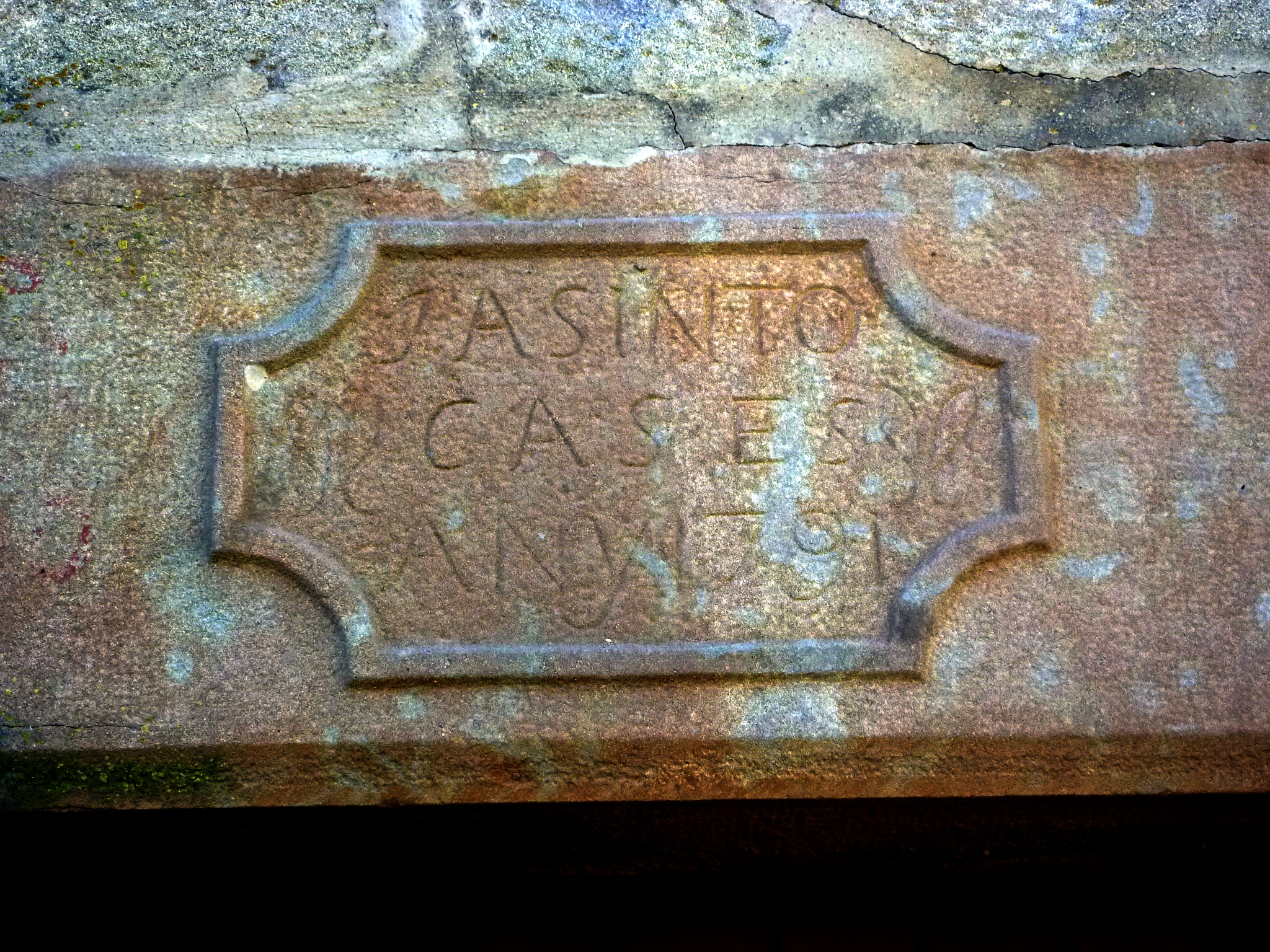
Inscripció a la llinda de la porta

La façana on hi ha l'entrada principal s'orienta al nord-oest. A la planta baixa a l'esquerra hi ha l'entrada amb llinda de pedra (inscripció que posa "Jasinto Cases Any 1791"). A la seva esquerra hi ha una petita construcció adossada a la façana, cobrint una antiga entrada a l'edifici. A la planta següent hi ha cinc finestres, la de la dreta amb llinda de pedra i ampit. A la darrera planta hi ha tres finestres. A la façana sud-oest, tota la planta baixa està ocupada per uns edificis annexos. A la planta següent, a la part esquerra hi ha dues grans finestres amb arc rebaixat i ampit. A la seva dreta hi ha dues finestres amb llinda de pedra i ampit, la de l'esquerra amb dues lloses inclinades formant una descàrrega damunt de la llinda. A la darrera planta hi ha dues finestres. A la façana nord-est, hi ha una porta que dona a la segona planta. A la darrera hi ha dues finestres. A la façana sud-est, s'hi observa a la planta baixa petits edificis annexats. A la part dreta hi ha una ampliació de la casa. Hi ha dues finestres petites a la façana.
La coberta és de dos vessants (sud-oest, nord-est), acabada amb teules. Davant de la façana nord-est, hi ha un petit cobert, i una cisterna.

## Història
La datació aproximada és del 1791, però ben segur que té uns precedents més antics i que aquest indret era ja habitat a l'edat mitjana.